# Prémios literários suecos
Mais de 120 prémios literários suecos - no valor de 22 milhões de coroas - são regularmente atribuídos a escritores dos mais variados quadrantes. O Prémio Nobel da Literatura – no valor de 10 milhões de coroas – é o mais cotado da Suécia, e talvez do Mundo. Em segundo lugar vem o Prémio Memorial Astrid Lindgren – no montante de 5 milhões de coroas. O Prémio Chave de Vidro tem a forma de uma bela chave de vidro feita na Småland.
| Prémio literário                      | Montante                      | Concedido por                              |
| ------------------------------------- | ----------------------------- | ------------------------------------------ |
| Prémio Nobel de Literatura            | 10 000 000                    | Academia Sueca                             |
| Prémio Chave de Vidro                 | Uma chave de vidro da Småland | Associação Escandinava do Romance Policial |
| Prémio Memorial Astrid Lindgren       | 5 000 000                     | Conselho Nacional da Cultura               |
| Prémio Nórdico da Academia Sueca      | 350 000                       | Academia Sueca                             |
| Prémio Ivar Lo-Johasson               | 330 000                       | Fundação Ivar Lo-Johansson                 |
| Prémio Pi                             | 314 159                       | Academia Real das Ciências da Suécia       |
| Prémio Bellman                        | 250 000                       | Academia Sueca                             |
| Prémio August                         | 100 000                       | Associação dos Editores Suecos             |
| Prémio Selma Lagerlöf                 | 100 000                       | Fundação Prémio Literário Selma Lagerlöf   |
| Prémio Sixten Heyman                  | 275 000                       | Universidade de Gotemburgo                 |
| Prémio Voz de África                  | 100 000                       | Revista Ordfront                           |
| Prémio Literário do Svenska Dagbladet | 30 000                        | Svenska Dagbladet                          |

## Escritores sueco mais premiados
A poetisa Birgitta Lillpers é a escritora com mais prémios literários - 8 prémios entre 2003 e 2012.

- Birgitta Lillpers
- Sigrid Combuchen
- Malte Persson
- Lars Gustafsson
- Kristian Lundberg